# Храм Рождества Пресвятой Богородицы (Тракай)
Храм в честь Рождества Пресвятой Богородицы — храм Виленской и Литовской епархии Русской православной церкви в городе Тракае в Литве.
Церковь расположена по адресу улица Майронё, 4 (Maironio g. 4).

## История
Православный храм для православной общины был воздвигнут в 1863 году. Часть средств на постройку храма было выделено Священным Синодом Русской Православной Церкви. Остальную часть составили добровольные пожертвования самих прихожан тракайской общины православных верующих. Храм сильно пострадал во время Первой мировой войны. Здание было наполовину разрушено. В 1938 году храм был отремонтирован и возобновились богослужения. В 1945 году приход насчитывал 800 прихожан.

## Галерея
- Вид на Троки в начале XX века. Православная церковь справа
- Храм в начале XX века
- Храм во время Первой мировой войны
- Храм, 2009 год